# Liste der Monuments historiques in Brive-la-Gaillarde
Die Liste der Monuments historiques in Brive-la-Gaillarde führt die Monuments historiques in der französischen Stadt Brive-la-Gaillarde auf.

## Liste der Bauwerke
| Bezeichnung                              | Beschreibung | Standort                                         | Kennzeichnung | Schutzstatus   | Datum     | Bild |
| ---------------------------------------- | ------------ | ------------------------------------------------ | ------------- | -------------- | --------- | ---- |
| Kapelle Saint-Libéral                    |              | rue de Corrèze (Lage)                            | PA00099688    | Inscrit        | 1971      |      |
| Wasserturm                               |              | avenue du 14-Juillet (Lage)                      | PA00099689    | Inscrit        | 1984      |      |
| Château de Puymège und Park              |              | (Lage)                                           | PA00099966    | Inscrit        | 1990      |      |
| Cinéma Rex                               |              | 3 boulevard Général-Koenig (Lage)                | PA19000018    | Inscrit        | 2005      |      |
| Hôtel de ville                           |              | place de l'Hôtel-de-Ville (Lage)                 | PA00099690    | Inscrit Classé | 1926 1943 |      |
| Stiftskirche Saint-Martin                |              | place Charles-de-Gaulle (Lage)                   | PA00099691    | Classé         | 1862      |      |
| Hôtel de Jumilhac                        |              | rue Majour rue Maillard (Lage)                   | PA19000017    | Inscrit        | 2004      |      |
| Hôtel d'Enval                            |              | 7 rue Blaise-Raynal (Lage)                       | PA00099692    | Inscrit        | 1964      |      |
| Hôtel Salès de Marqueyssac               |              | 6 rue Blaise-Raynal (Lage)                       | PA19000011    | Inscrit        | 2001      |      |
| Gebäude                                  |              | 13 rue de la Petite-Place (Lage)                 | PA00099693    | Inscrit        | 1979      |      |
| Gebäude                                  |              | 47 rue de la République (Lage)                   | PA19000014    | Inscrit        | 2002      |      |
| Portal                                   |              | 21 rue Charles-Teyssier (Lage)                   | PA00099695    | Inscrit        | 1932      |      |
| Haus Lalande                             |              | 10 rue de Corrèze (Lage)                         | PA00099696    | Inscrit        | 1932      |      |
| Haus                                     |              | 6 place Latreille (Lage)                         | PA00099697    | Inscrit        | 1926      |      |
| Haus                                     |              | 5 rue du Lieutenant-Colonel-Faro (Lage)          | PA00099698    | Inscrit        | 1965      |      |
| Haus                                     |              | 3 rue de la République (Lage)                    | PA00099699    | Inscrit        | 1958      |      |
| Haus Maillard                            |              | 2 rue Traversière place Charles-de-Gaulle (Lage) | PA00099700    | Inscrit        | 1965      |      |
| Stadtarchiv, ehemals Museum Ernest Rupin |              | 15 rue du Docteur-Massénat (Lage)                | PA00099701    | Inscrit        | 1927      |      |
| Hôtel Labenche                           |              | 9 rue Blaise-Raynal (Lage)                       | PA00099702    | Classé         | 1886      |      |
| Tour des Échevins                        |              | 28 rue des Echevins (Lage)                       | PA00099694    | Classé         | 1889      |      |

## Liste der Objekte
- Monuments historiques (Objekte) in Brive-la-Gaillarde in der Base Palissy des französischen Kultusministeriums